# Karl Sester

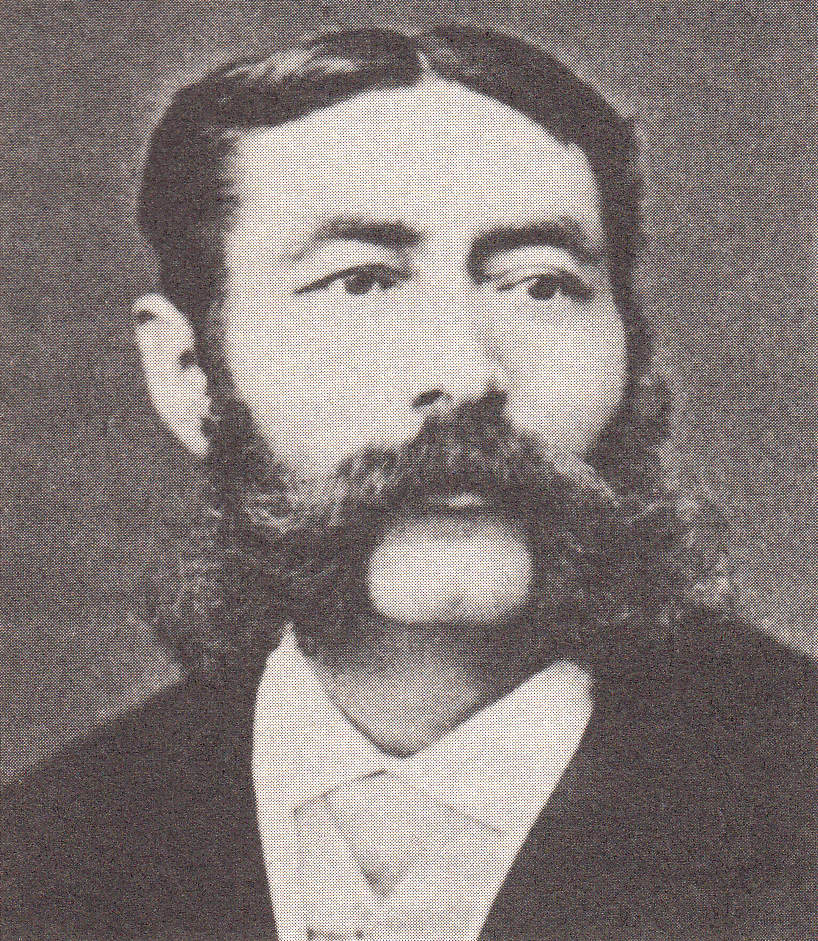
Karl Sester

Karl Sester, auch Carl Sester oder Charles Sester, war ein deutscher Straßenbauingenieur und Orientreisender in der zweiten Hälfte des 19. Jahrhunderts und gilt als Entdecker des Nemrut Dağı.
Die Lebensdaten sowie die Herkunft Karl Sesters sind nicht bekannt. Er war im späten 19. Jahrhundert im Orient unterwegs und hatte eine Anstellung als Koch bei einer englischen Gruppe gefunden, die in der östlichen Türkei Vermessungsarbeiten für den Straßenbau durchführte. Er erwarb sich sowohl Kenntnisse des Landes als auch der Straßenbautechnik und stieg vor 1880 zum Chefingenieur des osmanischen Vilayets Diyâr-ı Bekr auf. In dieser Zeit erhielt er von einem ihm bekannten Kurden namens Bâko einen Hinweis auf die Ruinen des Heiligtums auf dem Gipfel des Nemrut Dağı. Sie bestiegen gemeinsam den Berg, wo sie wegen des langwierigen und beschwerlichen Aufstiegs nur etwa eine Stunde Zeit für eine Besichtigung hatten. Er berichtete, dass er kurz darauf die Kaiserlich-deutsche Botschaft in Konstantinopel über seinen Fund in Kenntnis gesetzt habe, worauf aber keine Reaktion erfolgte. Erst als er im Herbst 1881, während eines Aufenthalts in Ägypten, dem Kaiserlichen Konsulat in Alexandria Mitteilung machte, sei er an die richtige Adresse verwiesen worden. Der folgende Brief an die Königlich-Preußische Akademie der Wissenschaften in Berlin hatte zur Folge, dass Alexander Conze, der Generalsekretär des Deutschen Archäologischen Instituts, den Archäologen Otto Puchstein, der als Reisestipendiat in Ägypten weilte, beauftragte, sich mit Sester in Verbindung zu setzen. Daraufhin reisten Sester und Puchstein im Frühjahr 1882 gemeinsam von Kairo zum Nemrut Dağı. Im nächsten Jahr folgte die erste eingehende archäologische Erforschung des Heiligtums durch Karl Humann und Puchstein.
Über den weiteren Lebenslauf Karl Sesters ist nichts bekannt.